# Relaciones Andorra-Suiza
Las relaciones Andorra-Suiza son las relaciones diplomáticas entre el Principado de Andorra y la República Helvética.

## Historia
El Principado de Andorra y la Confederación Suiza establecieron relaciones oficiales y consulares entre ellos durante la década de 1960, con la celebración del Tratado de Libre Comercio entre los dos países el 30 de noviembre de 1961. En 1979, Suiza creó su consulado en Marsella, Francia, cerca Andorra.
En 1995, se establecieron relaciones diplomáticas entre los dos países y el consulado en Marsella dejó de servir como consulado de Andorra pero la embajada de Suiza en Madrid. Los ciudadanos andorranos también pueden recibir servicios consulares en el Consulado General de Suiza en la capital de Cataluña, Barcelona.

## Suiza en Andorra
Según el censo, a finales de 2016, 87 ciudadanos suizos vivían en Andorra.

## Misiones diplomáticas
- Andorra no está representada en Suiza, ni a nivel de embajada ni de consular.
- Suiza no está representada en Andorra, ni a nivel de embajadas ni de consulares. Suiza acreditó su embajada en Madrid, la capital de España, de Andorra.